# Масол, Виталий Андреевич
Вита́лий Андре́евич Масо́л (укр. Віталій Андрійович Масол; 14 ноября 1928, п. Олишевка, Олишевский район, Черниговский округ — 21 сентября 2018, Киев) — советский и украинский партийный и государственный деятель, председатель Совета Министров УССР с 10 июля 1987 по 23 октября 1990 года, Премьер-министр Украины с 16 июня 1994 по 6 марта 1995 года. Член Центральной ревизионной комиссии КПСС (1981—1986), кандидат в члены ЦК КПСС (1986—1989), член ЦК КПСС (1989—1991). Депутат Совета Союза Верховного Совета СССР (1979—1989) от Одесской области. Почетный гражданин Киева (лишён звания в 2023 году).

## Биография

### Ранние годы
Родился 14 ноября 1928 года в семье сельских учителей в местечке Олишевка, ныне посёлок в Черниговском районе, Черниговская область, Украина.

### Образование и карьера
В 1951 году окончил механический факультет Киевского политехнического института. Квалификация — инженер-механик.
Работал на Новокраматорском машиностроительном заводе в должности помощника мастера, мастера, начальника бюро технических разработок. С апреля 1951 года — заместитель начальника, затем начальник механического цеха, позже — заместитель главного инженера. С июля 1963 года — директор завода. С 1971 года — генеральный директор.
Без отрыва от производства защитил кандидатскую диссертацию на тему «Усталостная прочность углеродистой стали для большегрузных судовых гребных винтов производства Новокраматорского машиностроительного завода». Имеет авторские свидетельства за рационализаторские предложения и изобретения.

### Политическая деятельность
С сентября 1972 года — первый заместитель председателя Госплана УССР, с 16 января 1979 года — заместитель Председателя Совета Министров УССР, Председатель Государственного планового комитета УССР. Член союзной правительственной комиссии по ликвидации последствий аварии на ЧАЭС.
10 июля 1987 года назначен председателем совета министров Украинской ССР. Работал в этой должности в сложный период трансформации общественно-политического строя, кризиса и развала единого союзного народнохозяйственного комплекса. В условиях массовых протестов в Киеве 23 октября 1990 года Верховный Совет Украинской ССР принял его отставку. Константин Иванович Масик высказывался: "Украина тогда впервые столкнулась с массовыми шахтерскими забастовками. Они шли по всему Союзу и многих потрясли, но в Украине они имели наиболее затяжной характер. И Москва требовала от Масола выделить дотации для шахтеров. А где их было взять? Только из бюджета -- значит, забрать у учителей, медиков. И Масол понимал, что его хотят убрать с этого поста. Собственно, все для этого и делалось. Печально то, что Масола не поддержали его товарищи из Политбюро. Ведь тогда поддержка партии еще имела значение. Не скажу, что Масол был ортодоксально красным, но, условно говоря, розовым он был всегда. И если бы партийцы его поддержали, он бы усидел в своем кресле".
По результатам парламентских выборов в 1990 году избран народным депутатом Украины.
После отставки с поста Председателя Совета Министров сосредоточился на парламентской работе. Работал в комиссии Верховной рады по вопросам планирования, бюджета, финансов и цен.
По представлению Президента Украины Леонида Кравчука утверждён Верховной Радой 16 июня 1994 года на пост Премьер-министра Украины. В марте 1995 года подал в отставку в связи с уходом на пенсию по состоянию здоровья. До мая 1998 года оставался депутатом Верховной рады Украины.

### После отставки
После отставки жил на даче в Конча-Заспе вместе с сестрой Светланой, которая переехала к нему после смерти жены Масола. Скончался на 90-м году жизни 21 сентября 2018 года в Киеве в больнице «Феофания».

## Политическая позиция
Одним из основных своих достижений на посту главы правительства Виталий Андреевич считал снижение НДС с 28 % до 20 %. Он считал, что главная причина кризиса в Украине — отсутствие в управляющих структурах политической воли, смелости и чёткого плана реформ в экономике, постоянное склонение то к одной экономической программе, то к другой. Он также отрицательно оценивал то, что Украина долгое время топталась на месте, копируя гайдаровские реформы в России, и блокировала более прогрессивные, подходящие именно для неё решения. Масол утверждал, что украинскую экономику загнали в тень неразумные решения народных депутатов в налоговой сфере. Они привели к нигде в мире не виданной системе обложения налогами всех субъектов хозяйства. Если собиралось 22 % дохода или более 55 % прибыли, то ни о каком предпринимательстве не могло быть и речи.

## Награды
- Орден князя Ярослава Мудрого IV степени (12 ноября 2003) — за выдающиеся личные заслуги перед Украиной в государственном строительстве, развитии национальной экономики и по случаю 75-летия со дня рождения
- Орден князя Ярослава Мудрого V степени (13 ноября 1998) — за выдающиеся личные заслуги перед Украинским государством в области государственного строительства, многолетнюю активную общественно-политическую деятельность
- Орден «За заслуги» I степени (13 ноября 2008) — за выдающийся личный вклад в социально-экономическое развитие Украинского государства, активную общественно-политическую деятельность и по случаю 80-летия со дня рождения
- Орден «За заслуги» III степени (27 июня 1997) — за личный вклад в разработку, подготовку и принятие Конституции Украины, активную законотворческую работу
- Два ордена Ленина (1966, 1986)
- Орден Октябрьской Революции (1971)
- Орден Трудового Красного Знамени (1978)
- Орден «Знак Почёта» (1960)
- Три медали